# Scincella darevskii
Scincella darevskii — вид сцинкоподібних ящірок родини сцинкових (Scincidae). Ендемік В'єтнаму. Описаний у 2010 році. Вид названий на честь російського герпетолога Іллі Даревського.

## Поширення і екологія
Scincella darevskii відомі з типової місцевості, розташованої в окрузі Туанзяо у в'єтнамській провінції Дьєнб'єн на північному заході країни, на висоті 1450 м над рівнем моря. Вони живуть у вологих гірських тропічних лісах.